# Licurgo de Paiva
Lycurgo José Henrique de Paiva (Oeiras, 18 de março de 1842 — Jerumenha, 19 de dezembro de 1888) foi um escritor, poeta, dramaturgo e jornalista brasileiro, considerado um dos precursores do romantismo no Piauí. É patrono da Cadeira 10 da Academia Piauiense de Letras, ocupada por Elmar Carvalho. Também é patrono da Cadeira 19 da Academia Piauiense de Poesia, ocupada por Eduardo Lins.

## Biografia
Filho do tenente-coronel Miguel Henrique de Paiva e Carolina Joaquina Bento, estuda no Liceu Piauiense e é mandado para Recife a fim de concluir os preparatórios. Lá desiste de matricular-se na Faculdade de Direito e acaba optando pelo curso de humanidades.
Em 1866, ainda como estudante do curso preparatório, estreia com o livro de poesias "Flores da Noite". O trabalho recebe comentários elogiosos ao longo do país inclusive de Tobias Barreto, que prefacia a obra. Em instantes o poeta alcança fama literária e, passando a conviver com grandes expressões culturais da Veneza Brasileira, logo se envaidece, abandona os estudos e parte para a boemia. Mesmo desgostoso com a atitude do filho, o pai o traz de volta para Teresina.
Em 1867 publica o poemeto "Noite de Luar" e em outubro do mesmo ano assume o cargo de amanuense do 1º Distrito da capital, nomeado como suplente do subdelegado de polícia anterior, que havia sido transferido. Sempre contando com o prestígio das autoridades locais se torna orador nos eventos políticos. Ao ser intimado pelo protesto de uma letra da quantia de 700$000 (setecentos mil reis) sacada por Guilherme Pereira Ramos, aceita por Lycurgo e endossada por aquele a João Luiz da Silva & Companhia, vai para o interior e fica em casa de amigos. Contudo o incidente não lhe tira o prestígio e, contando com o apoio de lideranças locais, é isento das acusações, mantendo-se no cargo até dezembro de 1869.
Algum tempo depois torna-se redator do jornal "A Província do Piauí" e em 1873 sofre um atentado na travessa da rua da Glória, em Teresina, enquanto retorna para casa, sendo brutalmente espancado e ferido. Durante o interrogatório, Lycurgo aponta como seus agressores dois criados à mando do então presidente da província Pedro Afonso Ferreira, devido a uma série de questões que havia levantado numa das seções do periódico. Vê-se obrigado a sumir por um tempo e se instala na cidade de São Raimundo Nonato, onde assume o cargo de promotor público meses depois, em 26 de maio de 1873.
Em novembro de 1874 é transferido da comarca de São Raimundo Nonato para o município de Santa Filomena e substituído por Joaquim Clementino de Souza Martins à pedido de Adolfo Lamenha Lins, que em suas concessões opta por acomodar pretendentes de sua política que preferiram as comarcas de São Raimundo Nonato e São João do Piauí, com esse fim criadas pela assembleia provincial. Novamente é transferido para Parnaguá, onde é exonerado a 25 de março de 1876 em pleno domínio conservador, uma vez que contava com o apoio do partido liberal.
Em 13 de abril de 1878 é nomeado pela 2ª vez, por Gervásio Cícero de Albuquerque, ao cargo de promotor da cidade de São Raimundo Nonato, o que gera escândalo patrocinado pelo jornal "A Época" e a defesa simultânea de Lycurgo nas páginas do jornal "A Imprensa". Desgostoso, não assume o cargo e tem o posto caçado meses depois, em julho de 1878. Entre idas e vindas ainda se tornaria promotor outras vezes até mudar-se definitivamente para o município de Jerumenha, onde funda uma escola primária e secundária no ano de 1883, intitulada "Santo Antônio da Jerumenha".
Solteiro, teve uma morte prematura, ocasionada pelo abuso do álcool, em 19 de dezembro de 1888.
Deixou inéditas as peças "Quedas Fatais" e "Voos e Quedas".

## Academias Piauienses
Após sua morte, tornou-se patrono de duas instituições literárias no Estado do Piauí: A Academia Piauiense de Letras e a Academia Piauiense de Poesia.
Na Academia Piauiense de Letras, é o Patrono da Cadeira nº 10, cujo primeiro ocupante foi Celso Pinheiro, e atual ocupante é Elmar Carvalho.
Na Academia Piauiense de Poesia, é o Patrono da Cadeira nº 19, cujo primeiro e atual ocupante é Eduardo Lins.

## Obras
| Poesia | Poesia          | Poesia                     | Poesia |
| Ano    | Título          | Editora                    | Pg     |
| ------ | --------------- | -------------------------- | ------ |
| 1866   | Flores da Noite | Garraux, de Lailhacar & C. | -      |
| 1867   | Noite de Luar   | Garraux, de Lailhacar & C. | -      |

| Teatro | Teatro        | Teatro  | Teatro |
| Ano    | Título        | Editora | Pg     |
| ------ | ------------- | ------- | ------ |
| 1869   | Vôos e Quedas | -       | -      |
| 1888   | Quedas Fatais | -       | -      |